# دایان رودریگز (کنشگر)
دایان ماری رودریگز زامبرانو (به انگلیسی: Diane Marie Rodríguez Zambrano) (زاده ۱۶ مارس ۱۹۸۲) کنشگر حقوق بشر اکوادوری است.
او یک زن ترنس است.